# Stroud (Oklahoma)
Stroud – miasto w Stanach Zjednoczonych, w stanie Oklahoma, w hrabstwie Lincoln.

## Miasta partnerskie
- Stroud